# Marc Dorcel
Marc Dorcel (nascut el 27 de març de 1934) és un realitzador i productor francès de pel·lícules pornogràfiques d'origen jueu hongarès. És el fundador de la societat que porta el seu nom i que dirigeix al costat del seu fill Gregory Dorcel (nascut el 17 d'abril de 1974). Va rodar i va produir la seva primera pel·lícula X el 1979.
Des de 2002 l'empresa ha iniciat una modernització dels seus continguts, creant Dorcelvision.com, Dorcelle.com, Dorcel Store i Dorcel TV. Gaudeix de gran popularitat a França.

## Inicis
Els inicis de Marc Dorcel poc tenen a veure amb el porno. El seu primer treball l'aconsegueix com a dissenyador industrial en una empresa tèxtil. Desitjós de ser el seu propi cap crea el 1965 una empresa de transport (Transports Dorcel) amb l'ajuda financera dels seus pares. Malgrat uns inicis prometedors, ràpidament els problemes s'acumulen i decideix tirar el tancament.
El 1968, Marc Dorcel decideix llançar-se en una nova aventura, l'edició d'obres eròtiques. Associat amb dos amics crea Select Diffusion. L'èxit és rotund; Ursula, una de les obres editades, embeni 20.000 exemplars en menys de tres mesos. o obstant això, la justícia acaba prohibint la seva difusió en considerar-la contrària als bons costums de l'època. Ja en els anys 70, i inspirat per les fotonoveles eròtiques que s'importaven dels Estats Units, decideix llançar al mercat francès una obra de similars característiques.
El 1979 fa el pas al vídeo. Produeix i realitza així la seva primera pel·lícula, Jolies petites garces. Ràpidament la cinta aconsegueix vendre 4.000 còpies, disparant els beneficis de la nova productora.

## Carrera com a director
Com a director, Marc Dorcel ha rodat 21 pel·lícules entre l'any 1979 i l'any 2002. Elos títols més destacats són Jolies petites garces (1979), Le parfum de Mathilde (1994), Le désir dans la peau (1996), L'empreinte du vice (1998) i Les 12 coups de minuit (2001).

## Les actrius Marc Dorcel
A semblança d'empreses com Vivid i les seves Vivid girls, Dorcel s'ha caracteritzat per signar contractes d'exclusivitat amb determinades actrius porno. Laure Sainclair va ser la primera el 1996. Llista d'actrius exclusives :
- De 1995 - 1997 Laure Sainclair
- 2002 – Mélanie Coste[6]
- 2004 – Priscila Sol
- 2005 - Oksana
- 2006 - 2008 Yasmine Lafitte[7]
- 2007 - 2008 Melissa Lauren
- 2009 - Mía Vendôme
- 2010 - Jade Laroche
- 2011 - Anna Polina

Fins a 2006, les actrius triades eren sempre novençanes en la indústria.

## Dorcel TV
En març de 2006 Marc Dorcel va llançar Dorcel TV, una cadena per a adults per a televisió per cable, satèl·lit i internet. El director de programes és el realitzador francès Fred Coppula.

## Dorcel Store
Allunyades del concepte sex shop les botigues Dorcel són centres d'entreteniment sexy d'una grandària de 300 m². Ofereixen un catàleg de més de 2.500 productes.
Estan obertes a tots els públics. Els productes més calents estan situats en una zona delimitada i reservada als majors d'edat. La primera Dorcel Store es va obrir en Lanester, Bretanya, al setembre de 2006. La segona ho va fer en Nantes, gairebé dos anys després. L'objectiu de l'empresa és obrir més botigues en ciutats de grandària mitjana al llarg de la geografia francesa.

## Premis
Video Marc Dorcel has been nominated for Premi AVNs on many occasions.
The following is a selection of some of the major adult erotic awards won by Dorcel personally or by his company:
- 1995 Premi AVN – Millor estrena americana a Europa (The Hot Video Award) per Le Parfum de Mathilde[12]
- 1995 Hot d'Or - Millor director europeu (Citizen Shane)[13]
- 1996 Hot d'Or - Millor director europeu, millor pel·lícula europea i millor remake o adaptació (all per La Princesse et La Pute - The Princess and The Whore)[14]
- 1998 Premi AVN – Millor estrena americana a Europa (The Hot Video Award) per President by Day, Hooker by Night[12]
- 1998 Hot d'Or d'Honneur per assoliments especials en la indústria d'adults europea[15]
- 1999 Premi AVN – Millor estrena americana a Europa (The Hot Video Award) per Drop Sex: Wipe The Floor[12]
- 1999 Hot d'Or - Millor pel·lícula europea (L'enjeu du desir)[16]
- 2001 Premi AVN – Millor estrena americana a Europa (The Hot Video Award) per Tell Me What You Want[12]
- 2001 Venus Award – Premi Nacional Francès[17]
- 2001 Premi FICEB Ninfa - Premi a tota la carrera[18]
- 2002 Premi AVN – Millor estrena americana a Europa (The Hot Video Award) per Dark Angels[12]
- 2008 Eroticline Award – Premi especial a la seva carrera[19]
- 2009 Hot d'Or - Millor pel·lícula francesa (Ritual - Marc Dorcel/Wicked Pictures)[cal citació]
- 2011 Premis XBIZ – Estudis europeus de l'any[20]
- 2012 Premi XBIZ – Estudis europeus de l'any[21]
- 2012 Premi XBIZ – Estrena europea de l'any (Les Filles de la Campagne)[21]
- 2013 Premi XBIZ – Paròdia de l'any, Drama (Inglorious Bitches)[22]
- 2013 Premi XBIZ – Estudis europeus de l'any[22]
- 2013 Premi XBIZ – Estrena europea de l'any (Inglorious Bitches)[22]
- 2014 Premi XBIZ – Estudis europeus de l'any[23]
- 2014 Premi XBIZ – Estrena especialitzada de l'any[24]
- 2014 Premi XBIZ – Estrena europea de l'any (Claire Castel, The Chambermaid)[24]
- 2014 Premi AVN - Millor pel·lícula estrangera (L'Innocente)[25]
- 2015 Premi XBIZ – Estudis europeus de l'any[26]
- 2015 Premi XBIZ – Estrena europea de l'any (Russian Institute: Lesson 19: Holidays at My Parents)[26]
- 2015 AVN Hall of Fame[27]
- 2017 Premi XBIZ –Estudis estrangers de l'any[28]
- 2017 Premi XBIZ – Pel·lícula estrangera estrenada de l'any (My Daughter Is A Whore - Marc Dorcel/Wicked Pictures)[28]
- 2018 Premi XBIZ Europa – Pel·lícula de l'any (Undercover)[29]
- 2018 Premi XBIZ Europa – Pel·lícula glamcore de l'any (Luxure: Wife to Educate)[29]
- 2018 Premi XBIZ Europa – Estudis de l'any[29]
- 2019 Premi XBIZ –Estudis estrangers de l'any[30]
- 2019 Premi XBIZ Europa – Pel·lícula glamcore de l'any (Clea, Private Banker)[31]
- 2019 Premi XBIZ Europa – Estudis de l'any[31]